# 南三寶顏省
南三宝颜省（英语：Zamboanga del Sur）是菲律宾三宝颜半岛的省份之一，首府为帕加迪安，位于棉兰老岛西南部，该省北边为北三宝颜省，西边为三宝颜锡布格省，南边是莫罗湾，东面与北拉瑙省和西米萨米斯省接壤。2010年人口共959,658人，语言主要以宿务语最常见，经济以农业为主。